# The Pale Blue Eye - I delitti di West Point
The Pale Blue Eye - I delitti di West Point (The Pale Blue Eye) è un film del 2022 scritto e diretto da Scott Cooper.
La pellicola è l'adattamento cinematografico dell'omonimo romanzo del 2006 scritto da Louis Bayard.

## Trama
Nel 1830 i militari chiedono al detective veterano in pensione August Landor (un vedovo la cui unica figlia, Mathilde, è scappata di casa qualche anno prima) di indagare su un delitto avvenuto all'Accademia militare degli Stati Uniti a West Point: un cadetto, Leroy Fry, è stato trovato impiccato e, successivamente, dal suo corpo è stato rimosso il cuore. Esaminando il cadavere, Landor trova nella sua mano un pezzo di carta con sopra alcune scritte incomplete; inoltre, dai lividi del morto intuisce che il cadetto non ha commesso un suicidio, ma è stato ucciso. Interrogando il dottor Daniel Marquis, incaricato dell'autopsia, e diversi cadetti dell'accademia, il detective scopre che colui che ha asportato il cuore al cadetto Fry doveva essere un uomo, non necessariamente un medico, che era riuscito a entrare nell'obitorio indisturbato spacciandosi per un ufficiale, utilizzando una divisa a cui mancavano alcune mostrine, e che aveva asportato il cuore con il chiaro interesse di conservarlo intatto, probabilmente nel ghiaccio. Landor si fa aiutare nelle sue ricerche da un altro cadetto che ha espresso interesse per il caso, Edgar Allan Poe. I due deducono dalla scritta sul pezzo di carta che Fry era stato convocato ad un incontro segreto. Poe inizia così a indagare dall'interno dell'accademia, in segreto, per conto di Landor.
Nella zona, nel frattempo, vengono trovati i corpi macellati e privati di cuore di una mucca e di una pecora, fatto che suggerisce che l'omicidio possa essere collegato a rituali di magia nera. Poe e Landor cercano indizi nella ghiacciaia locale, dove l'assassino ha probabilmente prelevato il ghiaccio necessario a conservare il cuore, e trovano i chiari segni di un rito satanico. Visitano quindi il professor Jean Pépé, esperto in materia, da cui scoprono che il cuore di un morto impiccato è l'ingrediente per un rito che dovrebbe conferire l'immortalità, descritto nel manoscritto semi-perduto del cacciatore di streghe Henri Le Clerc. Poe inizia a indagare su chi tra i cadetti abbia una connessione con l'occulto, e ottiene un nome, Artemus Marquis, il figlio del dottor Marquis. Si infiltra quindi nella cerchia ristretta degli amici di Artemus, tra cui i cadetti Ballinger e Stoddard, e fa conoscenza con la sorella di Artemus, Lea, di cui si innamora. L'avvicinarsi di Lea e Poe attira su quest'ultimo le ire di Ballinger, che una sera aggredisce Edgar. Ballinger poco dopo scompare, venendo ritrovato impiccato senza cuore e genitali. Poco dopo anche Stoddard scompare e Landor presume che avesse motivo di credere di essere il prossimo destinato a morire. Landor inizia a sospettare della famiglia del dottor Marquis i principali indagati sono i suoi figli Artemus e Lea, quest'ultima, si scopre, sofferente di forti convulsioni (il "mal caduco"), probabilmente epilessia. 
Durante una cena a casa Marquis, Landor trova la vecchia uniforme da ufficiale senza mostrine e ciò aumenta le sue convinzioni, che trovano definitiva conferma quando scopre che i Marquis sono discendenti diretti di Henri Le Clerc, di cui possiedono una copia dell'introvabile manoscritto. Landor affronta il dottore, che ammette di aver acconsentito che la figlia, convinta di poter parlare con il proprio antenato, compiesse un rituale di magia nera nel tentativo di curarsi dai suoi attacchi. Nel frattempo Poe viene sedato, risvegliandosi nella ghiacciaia di fronte ai due fratelli, Artemus e Lea, in procinto di cavargli il cuore, necessario quanto quello di Fry, seguendo il rituale prescritto per curare definitivamente la ragazza. In quel momento Landor interviene e riesce a salvare il compagno, mentre l'edificio prende fuoco, causando la morte dei due fratelli, e chiudendo il caso. Tuttavia Poe, ripresosi dalla sua esperienza di pre-morte, ha una rivelazione: la calligrafia sul pezzo di carta trovato in mano a Fry corrisponde a quella di Landor. Scopre, inoltre, che la figlia di Landor non è scappata di casa, ma è morta, realizzando così che Landor è il vero assassino dei due cadetti, e che questi omicidi hanno a che fare con la morte della figlia. Poe affronta Landor.
Quest'ultimo, messo all'angolo, rivela la verità: due anni prima la figlia di Landor, Mathilde, era stata violentata da Fry, Ballinger e Stoddard, soffrendo il trauma al punto di suicidarsi gettandosi da una rupe. Sconvolto, l'investigatore decise di vendicarsi uccidendo i cadetti iniziando con l'unico di cui sapeva il nome. Dopo l'omicidio di Fry, fu costretto ad abbandonare il corpo impiccato per non farsi scoprire. Solo successivamente i fratelli Marquis, che come immaginava Poe erano maldisposti a uccidere un innocente, hanno colto l'occasione per mutilare il cadavere per il loro rito. Il caso volle che Landor venisse incaricato di indagare sull’omicidio di cui egli stesso era colpevole. L'investigatore decise quindi di sfruttare l'entrata in scena fortuita dei satanisti per coprire le sue tracce, e sfruttare le indagini per scoprire il nome degli altri due stupratori. Fu lui a squartare gli animali per aumentare i sospetti che si trattasse di un delitto rituale e, dopo averlo ucciso, mutilò anche il corpo di Ballinger, per far credere a tutti che fosse stato assassinato dalla stessa persona che aveva tolto il cuore a Fry. Stoddard non è fuggito dai Marquis, ma da Landor. I messaggi scritti da Landor, che lo collegano agli omicidi, vengono però bruciati da Poe, che decide di non rivelare quanto scoperto, per quanto vorrebbe ripulire la memoria dell'amata che, per quanto disturbata, non era un'assassina. Landor, in lacrime, si reca sulla scogliera dove la figlia si è suicidata, accettando finalmente la sua morte.

## Produzione
Le riprese del film sono iniziate il 29 novembre 2021 a Laughlintown, in Pennsylvania, per poi spostarsi a New Wilmington.
Il budget del film è stato di 72 milioni di dollari.

## Promozione
Il primo trailer del film è stato diffuso il 27 ottobre 2022.

## Distribuzione
Il film è stato distribuito in alcune sale cinematografiche statunitensi a partire dal 23 dicembre 2022 e successivamente in tutto il mondo su Netflix dal 6 gennaio 2023.

## Riconoscimenti
- 2023 - Visual Effects Society[7]
  - Candidatura per i migliori effetti in un film fotoreale